# Follow the Blind
| Recensione | Giudizio |
| ---------- | -------- |
| AllMusic   | [ 1 ]    |

Follow the Blind è il secondo album del gruppo musicale tedesco Blind Guardian, pubblicato nel 1989 dalla No Remorse Records e ristampato nel 1991 dalla Virgin Records.

## Il disco
Lo stile è simile a quello del precedente Battalions of Fear, sebbene l'inventiva compositiva e il bisogno della band di creare uno stile personale ne facciano già un album più maturo.
Alcune canzoni sono ispirate al libro Elric di Melniboné di Michael Moorcock.
Dall'album è stato estratto il singolo Banish from Sanctuary, stampato in sole 500 copie distribuite in forma promozionale.

## Tracce
Testi e musiche di Hansi Kürsch, André Olbrich, Marcus Siepen e Thomas Stauch, eccetto dove indicato.
1. Inquisition – 0:40
2. Banish from Sanctuary – 5:27
3. Damned for All Time – 4:57
4. Follow the Blind – 7:10
5. Hall of the King – 4:16
6. Fast to Madness – 5:57
7. Beyond the Ice – 3:28
8. Valhalla – 4:56
9. Don't Break the Circle (Demon cover) – 4:28 (Mal Spooner, Dave Hill) – Traccia bonus presente sulla ristampa del 1991.
10. Barbara Ann – 1:43 (Fred Fassert)

## Formazione
- Hansi Kürsch – voce, basso
- André Olbrich – chitarra solista, cori
- Marcus Siepen – chitarra ritmica, cori
- Thomas Stauch – batteria

### Altri musicisti
- Kai Hansen – voce e assolo di chitarra su Valhalla, assolo di chitarra su Hall of the King
- Mathias Wiesner – tastiere
- Kalle Trapp – chitarra e voce su Barbara Ann
- Rolf Köhler – voce su Barbara Ann
- Thomas Hackmann – cori
- Aman Malek – cori

### Personale tecnico
- Kalle Trapp – produzione, ingegneria del suono, missaggio audio

### Grafica
- van Waay Design – copertina